# 124 v. Chr.
Portal Geschichte | Portal Biografien | Aktuelle Ereignisse | Jahreskalender | Tagesartikel

◄ |
3. Jahrhundert v. Chr. |
2. Jahrhundert v. Chr. |
1. Jahrhundert v. Chr. |
►

◄ | 140er v. Chr. | 130er v. Chr. | 120er v. Chr. | 110er v. Chr. |
100er v. Chr. |
►

◄◄ | ◄ | 127 v. Chr. | 126 v. Chr. | 125 v. Chr. | 124 v. Chr. |
123 v. Chr. |
122 v. Chr. |
121 v. Chr. |
► |
►►
Staatsoberhäupter

## Ereignisse
- Apodakos wird nach dem Tod von Hyspaosines Herrscher der Charakene.
- Ägypten: Öffentliche Versöhnung von Kleopatra II. mit Ptolemaios VIII. nach langem Bürgerkrieg (seit 132 v. Chr.) Sie regieren gemeinsam bis 116 v. Chr.
- Antiochos VIII., Herrscher des Seleukidenreiches, heiratet die ägyptische Prinzessin Tryphaina, Tochter des ägyptischen Königs Ptolemaios VIII. und seiner Nichte Kleopatra III.

## Geboren
- um 124 v. Chr.: Asklepiades von Prusa in Bithynien († 60 v. Chr.)
- um 124 v. Chr.: Gaius Aurelius Cotta, römischer Politiker († 74/73 v. Chr.)
- um 124 v. Chr.: Marcus Livius Drusus der Jüngere († 91 v. Chr.)

## Gestorben

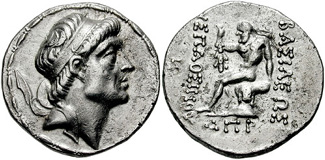
Münze des Hyspaosines

- Hyspaosines, Herrscher der Charakene (* 209 v. Chr.)